# جورجو دی سنتا
جورجو دی سنتا (ایتالیایی: Giorgio Di Centa؛ زادهٔ ۷ اکتبر ۱۹۷۲) اسکی‌باز صحرانوردی اهل ایتالیا بود.